# Nawaz Sharif
Mian Muhammad Nawaz Sharif (Lahore, 25 de diciembre de 1949), más conocido como Nawaz Sharif, es un abogado, político y magnate pakistaní, que ocupó el cargo de primer ministro de Pakistán en los periodos 1990-1993, 1997-1999 y 2013-2017. Ha desempeñado también el cargo de ministro principal del Punyab entre 1985 y 1990. Además, es presidente de Ittefaq, una importante corporación empresarial dedicada a la producción de acero.
Es conocido por su carrera de éxito empresarial y por su trayectoria política como dirigente islamista y conservador. Su primer mandato (acontecido entre 1990 y 1993) estuvo marcado por la permanente tensión entre su gabinete y el Ejército de Pakistán, que terminó forzándole a dimitir bajo la amenaza de un golpe de Estado. Después de este suceso, se convirtió en el principal líder de la oposición y mantuvo altas cotas de popularidad durante todo el mandato de su sucesora, Benazir Bhutto.
En las elecciones pakistaníes de 1997 dieron a Sharif una amplia victoria, que le permitió formar gobierno por segunda vez. Dicho segundo mandato se caracterizó por un incremento notable de la tensión entre Pakistán e India, que culminó con los ensayos nucleares pakistaníes de 1998, ordenados por Sharif en respuesta a una acción similar realizada por India. Por este episodio le fue concedido el Premio Ig Nobel de la Paz en 1998, galardón compartido con el primer ministro de India, Atal Behari Vajpayee.  A pesar de los intentos de mediación internacionales, las relaciones entre los gobiernos de ambos países siguieron siendo muy frías durante los años siguientes. En octubre de 1999 el general Pervez Musharraf dio un golpe de Estado contra el Ejecutivo de Sharif, viéndose este obligado a exiliarse en Arabia Saudí. Desde allí, intentó coordinar una oposición al régimen, que se concretó con la fundación en 2001 de la Liga Musulmana de Pakistán-N; un grupo político de oposición al general Musharraf.
A finales de 2007, Sharif logró finalmente regresar a Pakistán en un momento en el que el régimen de Musharraf se tambaleaba. Se autorizó a su partido a participar en las elecciones de 2008, pero quedó en segundo lugar a mucha distancia del Partido Popular de Pakistán, encabezado por los allegados a Benazir Bhutto. A pesar de haber mostrado inicialmente la disposición a gobernar junto con el PPP, Sharif enseguida decidió mantenerse en la oposición, junto con sus parlamentarios.

## Primeros años
Nació en el seno de una familia de clase media, cuyo patrimonio se basaba en una pequeña fábrica de acero, la propiedad de la cual era compartida entre el padre y los tíos de Sharif. Desde un tiempo temprano Sharif estuvo muy en contacto con dicho negocio, y de niño solía recoger chatarra de las calles de Lahore en sus ratos libres, para proporcionarle a la empresa una mayor cantidad de material.
Después de cursar la educación primaria en un centro del barrio donde habitaba, Sharif continuó sus estudios en el Instituto de San Antonio de Lahore, un prestigioso centro que forma parte del arzobispado católico de Lahore, y en el que coincidió con Salman Taseer, quien sería gobernador del Punyab y uno de sus grandes rivales políticos. Una vez concluida allí la educación secundaria, decidió matricularse en la Escuela de Ferrocarriles de Lahore, junto con su hermano menor Shahbaz, con el objetivo de ampliar sus conocimientos sobre las aplicaciones del acero, como requería el crecimiento que experimentaba por aquellos años la industria familiar.
Sin embargo, después de concluir allí el curso para el que se había inscrito, Sharif decidió no incorporarse aún a la fábrica familiar y proseguir sus estudios. Así, logró ser admitido en el Colegio Universitario de Lahore en 1965 y eligió cursar dos bachilleratos a la vez: el humanístico y el de administración de empresas. Logró graduarse de ambos en 1969 y, a raíz de los buenos resultados obtenidos, consiguió una plaza en la Universidad del Punyab para estudiar leyes.
En 1972 finalizó exitosamente sus estudios universitarios y decidió centrarse en la industria familiar, como ya habían hecho sus primos y su hermano Shahbaz. La familia consideró que la preparación de Sharif era la apropiada para asegurar el futuro del negocio y aquel mismo año asumió el control efectivo de este, después del retiro de su padre y siempre al lado de su hermano y primos, que mantuvieron su influencia dentro de la empresa metalúrgica.

## Trayectoria empresarial
Aunque Sharif planeaba emprender un plan de modernización general de su negocio para adaptarlo a las necesidades del Pakistán de la década de 1970, tuvo que renunciar finalmente a dicha pretensión, ya que pocos meses después de asumir el control de la empresa familiar esta fue nacionalizada, en el marco de las políticas de estatalización del primer ministro del momento, Zulfikar Ali Bhutto. Esta situación llegó a amenazar la solvencia económica de la familia y fue el revulsivo que terminó por implicar a Sharif en la política pakistaní. De este modo, fue durante los años que siguieron a la estatalización de Ittefaq (el negocio familiar de los Sharif) cuando Nawaz tejió vínculos con el Jefe del Estado Mayor pakistaní, el general Zia ul-Haq, un hombre oriundo también del Punyab y con quien Sharif desarrolló una relación fluida.
En 1977 Muhammad Zia ul-Haq dio un golpe de Estado contra el Ejecutivo de Bhutto con el apoyo del Estado Mayor pakistaní y asumió el poder de manera indefinida. Este hecho fue bien recibido por Sharif, quien conocía y apreciaba a ul-Haq personal y políticamente. Esta buena relación entre ambos fue clave para que Ittefaq fuese devuelto a la familia Sharif casi inmediatamente después del golpe, acompañado de una indemnización para compensar los daños causados por la expropiación del negocio que había ordenado Bhutto. Además, ul-Haq autorizó en los meses siguientes la privatización de la mayoría de empresas nacionalizadas por el anterior gobierno, en un gesto que había sido persistentemente reclamado por los opositores a Bhutto.
Recuperado Ittefaq, Sharif rescató los planes de modernización que ya había pretendido aplicar antes de la estatalización de 1972. Además, contó para hacerlo con el dinero de la indemnización dada por el nuevo gobierno y con el apoyo activo de su hermano Shahbaz y de sus primos, que deseaban incrementar la posición social de la familia. Fue así como comenzó a exportar productos de acero por todo el Punyab y, a partir de 1981, a abrir nuevas fábricas y delegaciones por el territorio pakistaní. El negocio creció considerablemente a lo largo de la década de 1980 y Sharif lo renombró a Ittefaq Group, procediendo, a partir de 1985, a internacionalizarlo.
En este empeño para internacionalizar Ittefaq, Sharif halló de nuevo el apoyo del gobierno pakistaní y de ul-Haq, que lo había nombrado miembro del Consejo Consultivo de Punyab y con quien seguía manteniendo unas excelentes relaciones. De este modo, el éxito de las reformas modernizadoras de Sharif y el soporte institucional que recibió su grupo empresarial facilitaron en gran medida una internacionalización rápida y triunfal, que colocó a Ittefaq Group entre las corporaciones más grandes e influyentes de todo Pakistán. Así, los ingresos anuales de Ittefaq pasaron de ser de una media de 16 millones de dólares anuales en 1981 (cuando Sharif ya había comenzado a ampliar la fábrica familiar) a superar los 450 millones en 1990.
En los años noventa Ittefaq Group se consolidó como una de las corporaciones más grandes de Pakistán, alcanzando la cifra de cien mil trabajadores y ejerciendo cada vez más un papel de puntal económico del país. Fue entonces cuando Sharif decidió dotar el negocio de una obra social que proporcionase beneficios a los habitantes de Lahore. De esta idea nació la Academia Islámica Ittefaq, establecida en la capital del Punyab con el objetivo de ofrecer educación secular y religiosa a nivel primario y secundario. Después de convertirse Sharif en primer ministro, dicha academia se amplió y su radio de acción fue extendiéndose paulatinamente por diversos departamentos pakistaníes, hasta llegar a la capital, Islamabad.
Actualmente, Sharif sigue siendo el presidente del grupo empresarial Ittefaq, en cuya dirección figuran destacados miembros de su familia y otros empresarios y accionistas que se han unido también al grupo. Y es que a pesar de los conflictos políticos que obligaron a Sharif a exiliarse de Pakistán durante la década de 2000, el negocio apenas se vio afectado y siguió siendo en todo momento un punto de referencia industrial para la economía pakistaní. De hecho, la corporación ha remodelado parte de su comité ejecutivo recientemente y estudia nuevos cambios para mejorar su rendimiento en un momento de crisis global.

## Carrera política
Sharif había intervenido ya en asuntos políticos durante la década de 1970, como opositor furibundo a las nacionalizaciones de Zulfikar Ali Bhutto. Destacando pronto por sus dotes oratorias, Sharif comenzó a ser conocido en el Punyab y a ejercer de altavoz de las demandas opositoras y empresariales. A raíz de esto, mantuvo contacto con el general Zia ul-Haq y trabó con él una sólida relación de amistad que se extendió posteriormente a otros miembros de la jerarquía militar pakistaní, como el director de los servicios de inteligencia Hamid Gul. Además, Sharif consiguió un apoyo firme de las principales asociaciones patronales del Punyab, que lo vieron capacitado para defender sus intereses ante el Gobierno.
Pero fue el golpe de Estado de 1977 dado por ul-Haq contra el gobierno pakistaní el que catapultó a Sharif de lleno en la política nacional. Como amigo y confidente del general golpista, Sharif dio todo su apoyo al cambio de gobierno forzado por el estamento militar, ejerciendo una presión decisiva para que las élites del Punyab aceptaran la Junta Militar que había substituido a Bhutto. Esta lealtad estrechó aún más su alianza con ul-Haq, que le ofreció en reiteradas ocasiones un puesto público como delegado del Gobierno en Lahore o en el Punyab. Sin embargo, Sharif declinó dichas ofertas, al considerar prioritario el desarrollo de Ittefaq y los compromisos que tenía como representante de las asociaciones de empresarios punyabíes.
Con el tiempo, el régimen de ul-Haq se fue consolidando a la vez que Ittefaq se ampliaba vastamente, gracias a la modernización emprendida en su seno y al sostén gubernamental que recibía. De este modo, Sharif consideró que sus responsabilidades en la empresa y en la representación comercial eran compatibles con un cargo político a nivel regional. Así se lo hizo saber al gobierno y en 1981 fue nombrado miembro del Consejo Consultivo de Punyab, un cargo de representación de la región punyabí ante el ejecutivo central. Al año siguiente, fue elegido también como ministro del gobierno regional de Punyab, ejerciendo las carteras de Hacienda y de Deportes. Fue durante este período cuando Sharif se dio a conocer a la mayor parte de la población punyabí, con un ambicioso plan de reorganización de las áreas rurales y de reforma agraria, que proporcionó importantes beneficios económicos a la región y que le hizo considerablemente popular. Sharif también solicitó un incremento de los fondos para actividades deportivas punyabíes, que le fue concedido por el gobierno central.
Con el desempeño de cargos políticos en el Punyab, Sharif logró reconocimiento y aceptación entre las clases populares de la región, algo que se sumó al sostén que ya tenía por parte de los empresarios y que lo convirtió en uno de los miembros más laureados del gobierno regional. Debido a esto, Sharif fue ascendido a primer ministro del Punyab en 1985, bajo el régimen militar de Zia ul-Haq. Desde este cargo profundizó la reforma agraria ya iniciada anteriormente y redujo considerablemente la deuda punyabí, contribuyendo así a la recuperación económica del Pakistán de la década de 1980 y frecuentando a menudo Islamabad, como asesor del presidente pakistaní. A raíz de esto logró que su notoriedad se extendiese por la nación entera, siendo conocido frecuentemente por el sobrenombre de león de Punyab, en alusión a su oratoria combativa.
Ashiq Ali

## Crisis gubernamental de 1988
A partir de 1987, el panorama político pakistaní, que durante toda la década había estado dominado con mano de hierro por ul-Haq, comenzó a resquebrajarse a raíz de las demandas de democratización que sonaban cada vez más fuerte tanto desde el interior como desde el exterior de Pakistán. La situación se hizo más inestable cuando, en enero de 1988, el primer ministro Muhammad Junejo apoyó públicamente la necesidad de una reforma democrática y, en consecuencia, creó una comisión destinada a este efecto, en la que invitó como participante a Benazir Bhutto, la hija del ex primer ministro Zulfikar Ali. Zia ul-Haq no apoyó este proceso de apertura y, el 29 de mayo, disolvió el Senado y la Asamblea Nacional y destituyó a Junejo, en un golpe de fuerza apoyado por Sharif y por gran parte del Estado Mayor.
Sin embargo, la contundente acción del presidente no consiguió aplacar las demandas reformistas y el general ul-Haq se vio cada vez más cuestionado por la oposición, por los medios e incluso por algunos líderes regionales. Ante ello, y consciente de que sus índices de popularidad eran bajos, Zia ul-Haq buscó rodearse de figuras carismáticas, y llamó a Nawaz Sharif para que reorganizase el gobierno y mantuviese el orden en las finanzas públicas del Estado mientras la conflictividad durase. Sharif, que había defendido al presidente durante toda la crisis, aceptó y se trasladó a Islamabad para coordinar una campaña en favor del Jefe del Estado.
Durante el estío de 1988 se llevó a cabo desde el gobierno pakistaní una importante campaña centrada en la necesidad de preservar el orden público y de priorizar la creación de empleo y la buena marcha de la economía ante la reforma política. Paralelamente, ul-Haq se alió con los imanes al reforzar la presencia de la religión islámica en el sistema educativo nacional. A pesar de dichos intentos de aplacar las críticas a su gestión, las protestas no cesaron, por lo que el presidente, a instancias de Sharif, anunció la convocatoria de elecciones libres y multipartidistas para finales de 1988.
Pero el 17 de agosto el enfrentamiento entre ul-Haq y la oposición reformista apoyada por Junejo terminó abruptamente como consecuencia del fallecimiento del presidente en un accidente de avión, las circunstancias del cual nunca han terminado de esclarecerse. Tras el suceso, un funcionario de bajo perfil político, Ghulam Ishaq Khan, asumió la presidencia interina y trabajó para reconciliar los sectores reformistas e immovilistas del oficialismo, en vistas a unas elecciones ya convocadas que se celebraron finalmente el 16 de noviembre de 1988. Sharif avaló la voluntad conciliadora de Khan, pero prefirió regresar al Punyab, donde seguía siendo primer ministro regional, en vez de enfrentarse en las urnas a quien parecía la gran favorita: la líder opositora Benazir Bhutto.
Efectivamente, Bhutto venció en las elecciones de 1988, bajo la promesa de normalizar la situación democrática en Pakistán y de consolidar el frágil parlamentarismo existente en el momento. Sharif mostró su disconformidad con su gobierno y se le consideró desde el primer momento una de las más destacadas figuras opositoras, pero expresó su voluntad de seguir los cauces constitucionales y de dejar atrás los métodos usados durante la dictadura de ul-Haq. A la vez, el líder punyabí prosiguió sus programas de estímulo fiscal en su región, donde mantuvo una muy elevada popularidad durante los años de gobierno del PPP de Bhutto.

## Primer mandato como primer ministro (1990-1993)
El gobierno de Bhutto pronto se vio salpicado por algunos escándalos de corrupción que afectaron a distintos miembros del gabinete y que pusieron en tela de juicio la gestión gubernamental, además de incidir en una menor valoración de Bhutto por parte de la opinión pública. En ese marco, la oposición incrementó el tono de sus críticas y comenzó a bloquear sistemáticamente en el Parlamento las propuestas del Ejecutivo de Bhutto, exigiéndole a esta la dimisión y la convocatoria de elecciones anticipadas. Finalmente, en 1990 el presidente Khan decidió disolver el Parlamento y destituir a Bhutto, anunciando la convocatoria de elecciones anticipadas y lidiando así con la parálisis institucional.
Sharif, que aparecía en las encuestas como el dirigente mejor posicionado ante la convocatoria de elecciones generales, decidió renunciar a su cargo de gobernador del Punyab para encabezar la Liga Musulmana de Pakistán, un partido histórico de carácter centroderechista e islamista moderado que Sharif quiso convertir en alternativa de gobierno al PPP. De este modo, Sharif centró su campaña electoral en la promesa de erradicar la corrupción del gobierno y de mejorar el estado de la industria y de las comunicaciones en el territorio. Además, puso de referencia la situación económica del Punyab, que era una de las regiones pakistaníes más competitivas y expresó su voluntad de extender las exitosas recetas que había aplicado en su comunidad al resto del territorio nacional.
Con estos compromisos, la Liga Musulmana obtuvo una gran victoria electoral que permitió a Nawaz Sharif ser investido primer ministro el 1 de noviembre de 1990. A partir de ese momento, y cumpliendo con sus promesas electorales, Sharif lanzó un plan general de mejora de las comunicaciones con un paquete económico destinado al desarrollo de las telecomunicaciones digitales, hecho que convirtió a Pakistán en uno de los países asiáticos de referencia en esta materia. Paralelamente a esto, el primer ministro inició un proceso de privatización de entes públicos destinado a reducir el déficit nacional y a obtener una mayor cuantidad de crédito para proseguir con las reformas estructurales del sistema económico y de comunicaciones.

### Política económica
Cuando Nawaz Sharif llegó al Gobierno, Pakistán comenzaba a vivir un período de crecimiento económico, pero padecía de fuertes desigualdades entre sus distintas regiones y de un alto desempleo que generaba incertitud entre los inversores e impedía la consolidación de las buenas tendencias financieras. Para contrarrestar dicha situación, Sharif decidió emprender un programa ambicioso de creación de empleo y vio en la industrialización el método más sencillo y efectivo para lograrlo. Así, el Ejecutivo pakistaní potenció el sector secundario por encima de la agricultura, que seguía siendo en aquel momento la principal ocupación en muchas de las provincias del país. Para hacerlo, incrementó el balance de exportaciones, privatizó masivamente las empresas con capital estatal y estimuló la construcción de infraestructuras en el país, encargándolas igualmente a entes privados que a menudo se encontraban abiertos al capital extranjero.
Con las privatizaciones, el Gobierno perdió el control del transporte, del suministro de electricidad, de las aerolíneas y de las telecomunicaciones. A raíz de eso, los beneficios obtenidos tradicionalmente por la administración a través de dichas actividades desaparecieron, lo que Sharif aprovechó para adelgazar considerablemente el número de funcionarios. Otras medidadas destacadas para reducir el desempleo fueron la promoción del taxi como transporte público (algo que posibilitaba mucha más ocupación que otros medios como el ferrocarril o los autobuses) y la realización de distintos proyectos a gran escala con una fuerte participación de inversores extranjeros. Entre estos últimos, destacaron especialmente la central hidroeléctrica Bartotha, la construcción de un puerto en la provincia de Baluchistán y la realización de la primera gran autopista hecha en territorio pakistaní (concluida en 1997 con un coste total de más de 989 millones de dólares).

### Política internacional
Sharif mantuvo a lo largo de su primer mandato una política internacional muy abierta a Occidente y en especial a los Estados Unidos, que mantenían importantes relaciones comerciales con Pakistán y constituían el origen de la mayor parte de los inversores que ayudaron a industrializar el país en aquel momento. Ello no obstante, el mandato de Sharif se caracterizó también por un empeoramiento general de las relaciones diplomáticas con los países vecinos y, en especial, con India, país que ya de por sí era hostil a Pakistán, a raíz de fricciones originadas por las disputas fronterizas de Cachemira y por las guerras y refriegas vividas entre ambos desde 1947. En este sentido, el origen de la tensión derivó del plan armamentístico emprendido por Sharif, que aspiraba a modernizar su ejército y a hacerlo el más competitivo de la región, con el objetivo de convertir Pakistán en una potencia regional capaz de lidiar con las amenazas económicas y territoriales que había en una zona tan convulsa como el sur de Asia. Además, los avances que se realizaron durante aquellos años en relación con un programa nuclear empezado ya por ul-Haq alarmaron a India, que temía que Pakistán estuviese alejándose de los fines pacíficos que Sharif decía que dicho programa poseía.

## Vida personal
Nawaz se casó con Kulsoom Butt, que también era de ascendencia cachemira, en abril de 1971.Su hermano Shehbaz Sharif fue Ministro Principal de la provincia de Punjab cuatro veces y primer ministro de Pakistán de 2022 a 2023, mientras que su sobrino Hamza Shahbaz Sharif es actualmente líder de la oposición en la Asamblea Provincial de Punjab.La hija de Nawaz, Maryam Nawaz, es la actual vicepresidenta central del PML-N.Ella está casada con el político Muhammad Safdar Awan.La otra hija de Nawaz Sharif, Asma Nawaz, está casada con Ali Dar, hijo de Ishaq Dar, exministro de finanzas de Pakistán.
La residencia personal de la familia Sharif, el Palacio Raiwind, está situada en Jati Umra, Raiwind, en las afueras de Lahore. También tiene una residencia en Jeddah, Arabia Saudita, conocida como Sharif Villa, donde vivió durante sus años de exilio.Su hijo mayor, Hussain Nawaz, es un hombre de negocios radicado en Arabia Saudita y reside en Jeddah.Su hijo menor, Hassan Nawaz, también es empresario y vive en Londres.
Nawaz se sometió a una cirugía a corazón abierto en mayo de 2016 en Londres. Fue su segunda operación de corazón.Su deteriorada salud le obligó a someterse a una operación a corazón abierto sólo tres días antes de la presentación del presupuesto anual del país. Muchos líderes de la oposición y la comunidad jurídica, incluido el expresidente del Tribunal Supremo Iftikhar Muhammad Chaudhry, plantearon dudas sobre una posible crisis constitucional en Pakistán. Chaudhry pidió elegir un nuevo primer ministro interino para evitar la crisis.